# Miloš Marković (Leichtathlet, 1996)
Miloš Marković (serbisch-kyrillisch Милош Марковић, * 19. April 1996) ist ein serbischer Hürdenläufer, der sich auf die 400-Meter-Distanz spezialisiert hat.

## Sportliche Laufbahn
Erste internationale Erfahrungen sammelte Miloš Marković im Jahr 2016, als er bei den Balkan-Meisterschaften in Pitești in 52,98 s den fünften Platz über 400 m Hürden belegte und auch mit der serbischen 4-mal-400-Meter-Staffel in 3:10,66 min auf Platz fünf einlief. Im Jahr darauf wurde er bei den Balkan-Meisterschaften in Novi Pazar in 55,46 s Sechster und 2019 siegte er bei den Balkan-Meisterschaften in Prawez mit 52,25 s im B-Lauf. 2021 belegte er bei den Balkan-Meisterschaften in Smederevo in 53,5 s den fünften Platz über die Hürden und erreichte im Staffelbewerb nach 3:19,12 min Rang vier. 2023 gelangte er bei den Balkan-Meisterschaften in Kraljevo mit 51,43 s auf den sechsten Platz. Im Jahr darauf siegte er bei den Balkan-Meisterschaften in Izmir in 3:22,67 min in der Mixed-Staffel und gelangte über 400 m Hürden mit 52,37 s auf Rang acht.
In den Jahren 2016 und 2017 sowie von 2019 bis 2023 wurde Marković serbischer Meister über 400 m Hürden. Zudem wurde er 2020 Hallenmeister im 400-Meter-Lauf und 2024 in der 4-mal-400-Meter-Staffel.

## Persönliche Bestzeiten
- 400 Meter: 48,45 s, 20. Mai 2023 in Zagreb
  - 400 Meter (Halle): 48,51 s, 1. Februar 2020 in Belgrad
- 400 m Hürden: 51,07 s, 16. Juni 2023 in Graz